# Saul Rubinek
Saul Rubinek (Wolfratshausen, 2 de julho de 1948) é um ator, diretor e produtor cinematográfico canadense.